# Arganotus macrochelis
Arganotus macrochelis – gatunek kosarza z podrzędu Laniatores i rodziny Samoidae.

## Występowanie
Gatunek wykazany z Meksyku.